# Adolphe Berger
Pour les articles homonymes, voir Berger (homonymie).
Adolphe Julien Berger, né le 2 septembre 1810 à Nantes (Loire inférieure, aujourd’hui devenue la Loire-Atlantique) et mort le 26 octobre 1869 à Draveil (Seine-et-Oise, aujourd’hui devenue l’Essonne) est un philologue et professeur de lycée et d’université français.

## Biographie

### Jeunesse, études et vie privée
Adolphe Berger naît en 1810. Son père est cordier, et ancien soldat de la République.
Élève du collège de Nantes, il se rend en classes préparatoires au lycée Louis-le-Grand. 
Il entre à l’École normale supérieure en 1827, classé 4e. Il vit une crise religieuse durant ses études, et devient rationaliste. Il est reçu 2e à l’agrégation de lettres en 1829. En 1840, Berger est reçu 3e à l’agrégation des facultés. Le 27 août 1840, il soutient ses deux thèses de doctorat ès lettres. La première, en français, consiste en une étude de la philosophie de Proclus. La deuxième, en latin, traite de la rhétorique selon Platon. 
Démocrate, il hésite à prêter serment au Second Empire. Il s'y résout finalement.

### Parcours professionnel
Dès son obtention de l'agrégation, il part enseigner la rhétorique aux lycées d’Angers (1829), de Cahors (1830) et de Caen (1834). Après l'obtention de son doctorat, Berger participe à de nombreuses soutenances en qualité de membre du jury. 
Il est chargé de rhétorique au lycée Charlemagne en 1841 puis il enseigne à la faculté des lettres de Paris, d’abord en tant que suppléant en 1854, puis en tant que chargé de cours d’éloquence latine en 1865.
Il y est nommé professeur d’éloquence latine en 1866, poste qu’il conserve jusqu’à son décès.

## Distinctions
Adolphe Berger est décoré chevalier de la Légion d’honneur en 1845.

## Publications
- Proclus, exposition de sa doctrine (1840), thèse de doctorat.
- De Rhetorica, quid sit secundum Platonem (1840), thèse de doctorat.
- Histoire de l’éloquence latine depuis l’origine de Rome jusqu’à Cicéron (1872), 2 volumes publiés par V. Cucheval.
- Plusieurs éditions d’œuvres d’auteurs antiques telles que le cinquième livre des Tusculanes de Cicéron et Antigone, Electre, Œdipe Roi, Œdipe à Colone, Philoctète de Sophocle[1].